# Fronteres exteriors de la Unió Europea

Mapa de la Unió Europea (2013)

Les Fronteres exteriors de la Unió Europea consisteix en les fronteres amb els països que no són membres de la Unió Europea.

## Estat de cooperació transfronterera
La Unió Europea l'any 2004 va desenvolupar la Política Europea de Veïnatge (PEV) per al foment de la cooperació entre l'UE i els seus veïns de l'Est i del Sud del territori europeu (és a dir, amb exclusió de les seves regions ultraperifèriques), que, parcialment, inclou el programa de Cooperació Transfronterera en la promoció del desenvolupament econòmic de les zones frontereres i garantir la seguretat de la frontera.

## Llista de fronteres bilaterals
1. Frontera entre Albània i Grècia
2. Frontera entre Àustria i Liechtenstein
3. Frontera entre Àustria i Suïssa
4. Frontera entre Belarús i Polònia
5. Frontera entre Bòsnia i Hercegovina i Croàcia
6. Frontera entre Bulgària i Macedònia del Nord
7. Frontera entre Bulgària i Sèrbia
8. Frontera entre Bulgària i Turquia
9. Frontera entre Croàcia i Montenegro
10. Frontera entre Croàcia i Sèrbia
11. Frontera entre Estònia i Rússia
12. Frontera entre Finlàndia i Noruega
13. Frontera entre Finlàndia i Rússia
14. Frontera entre França i Suïssa
15. Frontera entre Alemanya i Suïssa
16. Frontera entre Grècia i Macedònia del Nord
17. Frontera entre Grècia i Turquia
18. Frontera entre Hongria i Sèrbia
19. Frontera entre Hongria i Ucraïna
20. Frontera entre Itàlia i San Marino
21. Frontera entre Itàlia i Suïssa
22. Frontera entre Letònia i Rússia
23. Frontera entre Lituània i Rússia
24. Frontera entre Moldàvia i Romania
25. Frontera entre Noruega i Suècia
26. Frontera entre Polònia i Rússia
27. Frontera entre Polònia i Ucraïna
28. Frontera entre Romania i Sèrbia
29. Frontera entre Romania i Ucraïna
30. Frontera entre Eslovàquia i Ucraïna